# Light trail
Di solito questa cosa la fanno gli oggetti ad alta velocità, come treni, jet o giostre
1. ↑   Google, su www.google.com. URL consultato il 19 marzo 2025.